# Ватутино (Неманский район)
Ватутино — посёлок в Неманском муниципальном округе Калининградской области.

## География
Находится в северо-восточной части Калининградской области, в зоне хвойно-широколиственных лесов, на берегах реки Злой, при автодороге 27К-075, на расстоянии примерно 16 километров (по прямой) к юго-западу от города Неман, административного центра района. Абсолютная высота — 32 метра над уровнем моря.

### Климат
Климат характеризуется как переходный от морского к умеренно континентальному. Средняя температура воздуха самого холодного месяца (января) — −4 °C (абсолютный минимум — −35 °C); самого тёплого месяца (июля) — 17,5 °C (абсолютный максимум — 34 °С). Вегетационный период длится в среднем 190 дней. Годовое количество атмосферных осадков —732 мм, из которых большая часть (495 мм) выпадает в период с апреля по октябрь. Среднегодовая скорость ветра составляет 4 м/с.

### Часовой пояс
Посёлок Ватутино как и вся Калининградская область, находится в часовой зоне МСК−1. Смещение применяемого времени относительно UTC составляет +2:00.

## История
До 1936 года носил название Гайдсцен (нем. Gaidszen). В период с 1936 по 1938 годы назывался Гайдшен (нем. Gaidschen), с 1938 по 1950 годы — Дроссельбрух (нем. Drosselbruch). В период с 2008 по 2017 годы Ватутино входило в состав Жилинского сельского поселения Неманского района, с 2017 по 2022 годы — в состав Неманского городского округа.

## Население
| 2002 | 2010 |
| ---- | ---- |
| 37   | ↘23  |

### Национальный состав
Согласно результатам переписи 2002 года, в национальной структуре населения литовцы составляли 49 %, русские — 35 %.